# Hans-Peter Buschheuer
Hans-Peter Buschheuer (* 13. Januar 1953 in Mallersdorf) ist ein deutscher Journalist. Er war von 2003 bis 2015 Chefredakteur der Boulevard-Zeitung Berliner Kurier.

## Leben
Buschheuer besuchte die staatliche Realschule Neufahrn in Niederbayern, die er mit der mittleren Reife abschloss. Er volontierte von 1970 bis 1972 beim Straubinger Tagblatt und der Regensburger Woche. Buschheuer war zwischen 1981 und 1990 Chefredakteur des Nürnberger Stadtmagazins Plärrer. Von 1987 bis 1990 arbeitete er als Pressesprecher bei den bayerischen Grünen. Zwischen 1991 und 1992 war er Chef vom Dienst der Berliner Boulevard-Zeitung Super!. In den Jahren 1992 bis 1999 war er Chef vom Dienst der Berliner Boulevard-Zeitung B.Z. Im Jahr 2000 wechselte er zur Kölner Boulevardzeitung Express, zunächst als stellvertretender Chefredakteur, ehe er 2001 Chefredakteur wurde.
Nach seinem Ausscheiden beim Kölner Express 2003 wurde er Chefredakteur der Boulevard-Zeitung Berliner Kurier und gesamtverantwortlicher Chefredakteur für den Kaufzeitungsverbund Berliner Kurier und Hamburger Morgenpost, die beide seit Januar 2009 zur Zeitungsgruppe M. DuMont Schauberg gehören. Buschheuer wurde am 9. März 2015 beim Berliner Kurier von seinen Aufgaben entbunden. Nachfolger wurde der bisherige Stellvertreter Elmar Jehn, zunächst kommissarisch, seit 26. Juni 2015 offiziell.
Im Dezember 2015 wurde Buschheuer zum Vorsitzenden des Journalistenverbandes Berlin-Brandenburg (JVBB) gewählt. Dieses Amt gab er im Dezember 2016 auf. Von November 2015 bis Mai 2018 war Buschheuer Pressesprecher der Seenotrettungsorganisation Sea-Eye e.V. mit Sitz in Regensburg.
Seit 2017 ist Hans-Peter Buschheuer selbstständiger Medienberater bei TabariMedia.
Buschheuer war mit Else Buschheuer verheiratet.